# Catharinea
Catharinea là một chi rêu trong họ Polytrichaceae.